# Ото Хайнрих фон Золмс-Зоненвалде
Ото Хайнрих фон Золмс-Зоненвалде (на немски: Otto Heinrich zu Solms-Sonnenwalde; * 24 декември 1654 в Зоненвалде; † 8 март 1711 в Алт-Поух, Саксония-Анхалт) е граф на Золмс-Зоненвалде, господар на Алт-Поух и Рьоза.
Той е син на граф Георг Фридрих фон Золмс-Зоненвалде (1626 – 1688) и първата му съпруга графиня Пракседис фон Хоенлое-Пфеделбах (1627 – 1663), дъщеря на граф Лудвиг Еберхард фон Хоенлое-Валденбург-Пфеделбах (1590 – 1650) и Доротея фон Ербах (1593 – 1643), дъщеря на граф Георг III фон Ербах. Баща му Георг Фридрих се жени втори път на 20 септември 1664 г. в Баленщет за принцеса Анна София фон Анхалт-Бернбург (1640 – 1704).
Ото Хайнрих е полубрат на Хайнрих Вилхелм II (1668 – 1718), граф на Золмс-Зоненвалде цу Хилмерсдорф и Прозмарк, и на София Албертина (1672 – 1708), омъжена на 25 юни 1692 г. в Бернбург за братовчед ѝ княз Карл Фридрих фон Анхалт-Бернбург (1668 – 1721).
Ото Хайнрих фон Золмс-Зоненвалде Алт-Поух и Рьоза умира на 9 март 1711 г. в Алт-Поух на 56 години и е погребан там.

## Фамилия
Ото Хайнрих фон Золмс-Зоненвалде се жени на 18 декември 1688 г. в Шкьона, Витенберг за Шарлота София фон Крозигк (* 13 август 1664; † 15 ноември 1706), наследничка на Ной-Рьоза, дъщеря на майор генерал Георг Рудолф фон Крозигк и Хедвиг Сибила фон Волферсдорф. Те имат 11 деца:
- София Хедвиг фон Золмс-Зоненвалде и Поух (* 28 февруари 1690; † 11 август 1691)
- Фридрих Еберхард фон Золмс-Зоненвалде (* 17 май 1691; † 3 май 1752), женен на 25 юли 1724 г. във Виена за графиня Мария Шарлота Алойзия фон Шерфенберг (1699 – 1780)
- Карл Кристиан фон Золмс-Зоненвалде (* 18 септември 1692; † 10 май 1714), убит в Динант
- Хенриета фон Золмс-Зоненвалде и Поух (* 10 юли 1694; † 27 май 1696)
- Ернестина Елизабет фон Золмс-Зоненвалде (* 12 декември 1695 в Поух; † 5 юни 1730 във Вецлар), омъжена на 9 септември 1722 г. за граф Фридрих Зигизмунд II фон Золмс-Барут (1669 – 1737)
- Ото Вилхелм фон Золмс-Зоненвалде (* 25 август 1701; † 8 февруари 1737), женен на 14 юни 1726 г. в Берлин за Доротея Сабина фон Арним (1707 – 1738)
- Август Филип фон Золмс-Зоненвалде (* 19/20 ноември 1702; † 7 март 1726)
- Хайнрих Рудолф фон Золмс-Зоненвалде и Поух (* 19 ноември 1702; † 10 май 1705)
- Йохан Георг фон Золмс-Зоненвалде (* 8/9 ноември 1704; † 26 януари 1796), женен на 26 декември 1728 г. за Фридерика Шарлота Вилхелмина фрайин фон Данкелман († 1767)
- Адолф Лудвиг фон Золмс-Текленбург-Рьоза (* 22 август 1706; † 16 октомври 1750/1760/1761), женен на 7 декември 1728 г. (развод 1751) за Сабина Луиза фон Тюмен (1718 – 1804)
- Густав Фердинанд фон Золмс-Зоненвалде (* 28 май 1708; † 3 декември 1725)